# Union Center
Union Center és una població dels Estats Units a l'estat de Wisconsin. Segons el cens del 2000 tenia 214 habitants.

## Demografia
Segons el cens del 2000, Union Center tenia 214 habitants, 94 habitatges, i 59 famílies. La densitat de població era de 103,3 habitants per km².
Dels 94 habitatges en un 25,5% hi vivien nens de menys de 18 anys, en un 47,9% hi vivien parelles casades, en un 13,8% dones solteres, i en un 36,2% no eren unitats familiars. En el 31,9% dels habitatges hi vivien persones soles el 18,1% de les quals corresponia a persones de 65 anys o més que vivien soles. El nombre mitjà de persones vivint en cada habitatge era de 2,2 i el nombre mitjà de persones que vivien en cada família era de 2,77.
Per edats la població es repartia de la següent manera: un 21,5% tenia menys de 18 anys, un 2,8% entre 18 i 24, un 30,4% entre 25 i 44, un 25,2% de 45 a 60 i un 20,1% 65 anys o més.
L'edat mediana era de 43 anys. Per cada 100 dones de 18 o més anys hi havia 86,7 homes.
La renda mediana per habitatge era de 34.063 $ i la renda mediana per família de 48.750 $. Els homes tenien una renda mediana de 27.500 $ mentre que les dones 23.750 $. La renda per capita de la població era de 17.121 $. Aproximadament el 5,7% de les famílies i el 8,3% de la població estaven per davall del llindar de pobresa.

## Poblacions més properes
El següent diagrama mostra les poblacions més properes.